# Willie Brown
William "Willie" Brown, född 1876 i Skottland, död 20 januari 1961 i Montréal, var en kanadensisk curlingspelare. Han var skipper i det lag som kom delad tvåa i uppvisningsgrenen curling i de olympiska vinterspelen 1932 i Lake Placid.